# Гор, Кэтрин
Кэтрин Грейс Фрэнсис Гор (англ. Catherine Grace Frances Gore; урожденная Moody; 1799—1861) — английская писательница.

## Биография
Кэтрин Муди родилась 12 февраля 1798 года в городке Ретфорде в английском графстве Ноттингемшир в семье местного торговца вином Чарльза Муди, который умер вскоре после рождения дочери. Мать Кэтрин — Мария (урожденная Бринли) вскоре повторно вышла замуж за доктора Невинсона (англ. Charles D. Nevinson) имевшего частную практику в столице Великобритании городе Лондоне. В ряде источников писательницу упоминают по фамилии отчима «Miss Nevinson».
15 февраля 1823 года в лондонской церкви Святого Георгия она обвенчалась с лейтенантом британской армии Чарльзом Артуром Гором, который вскоре оставил службу, чтобы проводить больше времени с семьёй. В браке у них родилось десять детей, восемь из которых умерли в юном возрасте. До совершеннолетия дожили только сын — Огастес Фредерик Вентворт Гор, который пошёл по стопам отца и стал капитаном Королевских вооружённых сил, и дочь — Сесилия Энн Мэри, которая в 1853 году вышла замуж за лорда Эдварда Финне.
Написала в период с 1823 по 1859 год около семидесяти романов, в которых с талантом изобразила жизнь аристократических слоёв в Англии. Лучшими из её произведений считаются: «Women as they are»; «Mothers and daughters»; «Mrs. Armytage»; «Lords and Commoners».
Сочиняла романсы, некоторые из которых были популярны очень долгое время, как, например, романс на слова Бернса: «And ye shall walk in silk attire».
Кэтрин Гор умерла 29 января 1861 в Шотландии. В некрологе опубликованном в газете «Таймс» говорилось, что она была лучшей романисткой в своём жанре и едва-ли не самой остроумный женщиной этого возраста.

## Издания на русском языке
- Веррекс. Рассказ / Сочинение миссис Чарльс Гор; Перевод с английского П. Др… — Санкт-Петербург: типография К. Вингебера, 1834. — 49 с. ; 16 см;

- Любовь повесы (Cecil, or Adventures of a Coxcomb). Повесть // журнал «Сын Отечества», 1843, № 5 (сильно сокращенный роман «Cecil, or Adventures of a Coxcomb», авторство приписано Эдуарду Бульверу-Литтону);

- Золото. Роман мистрисс Гор / Перевод с английского — Санкт-Петербург: типография Королева и К°, 1856. — 391 с. ; 23 см;